# Magda Stomps
Magdalena Alida Hendrica (Magda) Stomps (Middelburg, 2 mei 1899 – Wissen, 28 maart 1979) was de eerste Nederlandse vrouw die theologie studeerde. In 1924 deed zij haar eindexamen op de Vrije Universiteit Amsterdam. In 1935 promoveerde zij magna cum laude bij Martin Heidegger, aan de Universiteit van Freiburg.

## Jeugd
Magda Stomps was de oudste van twee dochters van leraar Barend Hendrik Stomps (1867-1944) en Magdalena Alida Hondius (1868-1942). Haar zus Hendrica Barendina (1904-1991) was vijf jaar jonger. Omdat haar vader in 1909 aan de Zutphense HBS een betrekking als tekenleraar kreeg, verhuisde het gezin naar Zutphen. Zij volgde haar middelbareschoolopleiding aan het Christelijk Lyceum in Arnhem. Onder de indruk gekomen van de vrijzinnige predikant Henri van den Bergh van Eysinga, besloot zij theologie te gaan studeren, als eerste vrouw in Nederland.

## Studie
In 1919 schreef Magda Stomps zich in aan de faculteit der Godgeleerdheid van de Vrije Universiteit, een keuze die sterk was beïnvloed door haar vader die groot aanhanger was van de stichter van de VU, Abraham Kuyper. Tijdens de studie woonde zij afwisselend in Zutphen en Amsterdam. Na vijf jaar, op 12 december 1924, legde zij haar kandidaatsexamen af. Onderdeel van dat examen was het houden van een proefpreek, maar door het gangbare adagium "geen vrouwen op de preekstoel" was er enige discussie over de toelaatbaarheid daarvan. Niettemin werd zij uiteindelijk in de gelegenheid gesteld om ook dit onderdeel van het examen ten uitvoer te brengen – dit geschiedde in de Bloemgrachtkerk (Amsterdam), onder grote publieke belangstelling. Aan haar ambitie om predikant te worden, kon helaas geen vervolg worden gegeven – de gereformeerde en hervormde kerkgenootschappen weigerden vrouwen toe te laten tot de kansel. In plaats daarvan werd zij godsdienstlerares in het middelbaar onderwijs, een beroep dat zij enkele jaren uitoefende.

## Vervolgstudie en promotie
In 1928 kreeg Stomps een stipendium van de Alexander von Humboldt-stichting in Berlijn. Zij besloot in Freiburg filosofie te gaan studeren bij Edmund Husserl en Martin Heidegger, een keuze die mogelijk was beïnvloed door studiegenoot Hendrik Josephus Pos, die had gestudeerd aan de Universiteit van Freiburg en sinds 1924 hoogleraar aan de VU was. Na vier jaar liep het stipendium af – zij werd vervolgens aangesteld als assistent van Heidegger. In 1935 promoveerde zij bij hem op een studie over de antropologie van Luther. Hoewel Heidegger probeerde om haar voor de Freiburger universiteit te behouden, keerde zij een jaar later terug naar Nederland.

## Periode in Nederland
Ondanks haar studieresultaten kon Stomps maar moeilijk aan een betrekking komen. Zo probeerde zij een baan te vinden als lerares Hebreeuws in het middelbaar onderwijs, maar de examens van de theologische faculteit van de VU werden door de overheid niet erkend. Ook haar sollicitatie naar de functie van secretaresse bij de Algemene Vereniging voor Wijsbegeerte en Psychologie werd afgewezen – het feit dat zij (uit haar Freiburgse periode) Duitse vrienden had die haar bezochten, werd ook in die tijd al met lede ogen bezien in Nederland. Uiteindelijk voorzag zij in haar levensonderhoud door het geven van bijlessen aan middelbare scholieren, in klassieke en moderne talen en in de wis- en natuurkunde. Door haar contact met filosoof Tobie Goedewaagen kwam zij in de invloedssfeer van de NSB, waarvan zij in september 1940 lid werd. Het jaar erop kreeg zij een positie op het Ministerie van Justitie. In 1942 werd zij hoofd van het "Bureau Lectoraat" van het Departement van Volksvoorlichting en Kunsten. In datzelfde jaar overleed haar moeder. De volgende twee jaren gaf zij in toenemende mate uiting aan haar overtuigingen aangaande het nationaalsocialisme, onder meer door het schrijven van artikelen. Verder deed zij vertaalwerk uit het Duits. Daags na Dolle Dinsdag, op 6 september 1944, vluchtte zij met vader en zus naar Duitsland, vanwaar zij pas na haar overlijden zou terugkeren.

## De laatste dertig jaar
Vanaf 1949 woonden Magda Stomps en haar ziekelijke zuster Hendrica (van beroep spraaklerares) in Keulen. Zij gaf daar les aan de Volkshogeschool en verzorgde cursussen over Heidegger, Pierre Teilhard de Chardin en moderne Franse literatuur. Zij vertaalde Widerstand und Ergebung van Dietrich Bonhoeffer in het Nederlands – Verzet en overgave werd in 1956 uitgegeven. Omstreeks 1972, inmiddels meer dan zeventig jaar oud, ging zij bij de Volkshogeschool met pensioen. Zij verhuisde met haar zuster van Keulen naar het naburige Wissen.
In Wissen overleed Magda Stomps op 28 maart 1979, een maand voor zij tachtig jaar oud zou worden. Zij werd begraven in het graf van haar moeder, in Zutphen.